# 許州
許州（きょしゅう）は、中国にかつて存在した州。南北朝時代から民国初年にかけて、現在の河南省許昌市一帯に設置された。

## 魏晋南北朝時代
東魏の天平初年に置かれた潁州を前身とする。潁州は長社県に治所を置いた。549年（武定7年）、潁州は鄭州と改称され、治所は潁陰県に移された。鄭州は許昌郡・潁川郡・陽翟郡の3郡を管轄した。北周のとき、鄭州は許州と改称された。

## 隋代
583年（開皇3年）、隋が郡制を廃すると、許昌郡や潁川郡は廃止されて、その属県は許州の直轄とされた。605年（大業元年）に広州が廃止されると、その管轄県の一部が許州に移管された。607年（大業3年）には郡制施行に伴い、許州は潁川郡と改称され、下部に14県を管轄した。隋代の行政区分に関しては下表を参照。
| 隋代の行政区画変遷 | 隋代の行政区画変遷 | 隋代の行政区画変遷 | 隋代の行政区画変遷 | 隋代の行政区画変遷 | 隋代の行政区画変遷 | 隋代の行政区画変遷 | 隋代の行政区画変遷 | 隋代の行政区画変遷 | 隋代の行政区画変遷                                                                              |
| 区分               | 開皇元年           | 開皇元年           | 開皇元年           | 開皇元年           | 開皇元年           | 開皇元年           | 開皇元年           | 区分               | 大業3年                                                                                         |
| ------------------ | ------------------ | ------------------ | ------------------ | ------------------ | ------------------ | ------------------ | ------------------ | ------------------ | ----------------------------------------------------------------------------------------------- |
| 州                 | 許州               | 許州               | 豫州               | 広州               | 広州               | 広州               | 広州               | 郡                 | 潁川郡                                                                                          |
| 郡                 | 潁川郡             | 許昌郡             | 臨潁郡             | 襄城郡             | 南襄城郡           | 漢広郡             | 定陵郡             | 県                 | 潁川県 臨潁県 許昌県 扶溝県 襄城県 繁昌県 葉県 汝墳県 北舞県 郾城県 長葛県 尉氏県 鄢陵県 㶏強県 |
| 県                 | 長社県 臨潁県      | 許昌県 扶溝県      | 邵陵県             | 襄城県 繁昌県      | 葉県 定南県        | 汝墳県             | 北舞県             | 県                 | 潁川県 臨潁県 許昌県 扶溝県 襄城県 繁昌県 葉県 汝墳県 北舞県 郾城県 長葛県 尉氏県 鄢陵県 㶏強県 |

## 唐代
621年（武徳4年）、唐により潁川郡は許州と改められた。742年（天宝元年）、許州は潁川郡と改称された。758年（乾元元年）、潁川郡は許州の称にもどされた。許州は河南道に属し、長社・長葛・許昌・鄢陵・扶溝・臨潁・舞陽・郾城の8県を管轄した。813年（元和8年）、韓皋が許州刺史・忠武軍節度使となり、以後、許州に忠武軍節度が置かれるようになった。

## 宋代
1080年（元豊3年）、北宋により許州は潁昌府に昇格した。潁昌府は京西北路に属し、長社・郾城・陽翟・長葛・臨潁・舞陽・郟の7県を管轄した。
金が潁昌府を奪うと、許州の称にもどされ、昌武軍節度が置かれた。許州は南京路に属し、長社・郾城・長葛・臨潁・襄城の5県を管轄した。

## 元代
元のとき、許州は汴梁路に属し、長社・長葛・郾城・襄城・臨潁の5県を管轄した。

## 明代以降
明のとき、許州は開封府に属し、臨潁・襄城・郾城・長葛の4県を管轄した。
1724年（雍正2年）、清により許州は直隷州に昇格した。許州直隷州は河南省に属し、臨潁・襄城・郾城・長葛の4県を管轄した。
1912年、中華民国により許州直隷州は廃止され、許昌県と改められた。